# Gastropoda
Los gasterópodos, gastrópodos o univalvos (Gastropoda, del griego γαστήρ gastér, ‘estómago’ y πούς poús, ‘pie’) constituyen la clase más extensa del filo de los moluscos. Presentan área cefálica (cabeza), un pie musculoso ventral y una concha dorsal (que puede reducirse o hasta perderse en los gasterópodos más evolucionados); además, cuando son larvas, sufren el fenómeno de torsión, que es el giro de la masa visceral sobre el pie y la cabeza. Esto les permite esconder antes la cabeza en la concha, dándoles una clara ventaja evolutiva. Los gasterópodos incluyen especies tan populares como caracoles y babosas marinas y terrestres, las lapas, las orejas y liebres de mar, etc.
Existen aproximadamente más de 75 000 especies vivas y más de 15 000 fósiles descritas. Se pueden encontrar en casi todo tipo de ambientes (inclusive desiertos), pero mayoritariamente en aguas saladas o dulces, aunque unos pocos han logrado colonizar el medio terrestre, siendo el único grupo de moluscos con representantes en tierra firme.

## La morfología de los gasterópodos
Los gasterópodos se caracterizan por la torsión, un proceso en que la masa visceral gira sobre el pie y la cabeza durante el desarrollo.
Típicamente tienen una cabeza bien definida, con dos o cuatro tentáculos sensoriales, y un pie ventral, de donde deriva su nombre. Los ojos, que pueden estar situados en el extremo de tentáculos retráctiles, varían de simples ocelos que solo detectan claridad y oscuridad, sin formar imagen definida, a complejos ojos con lentes. La larva de los gasterópodos se denomina protoconcha.

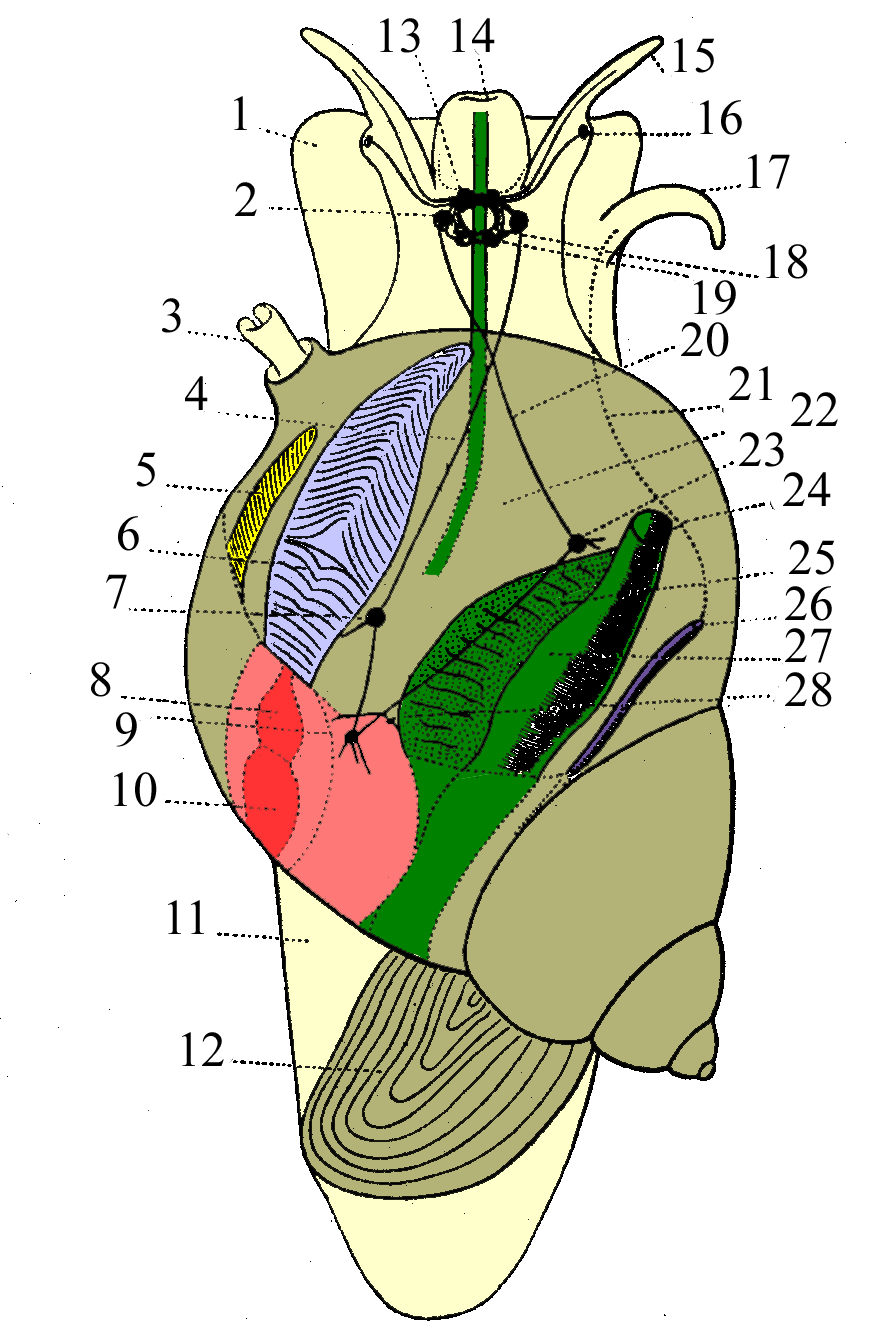
Anatomía de un prosobranquio

Concha de Zonitoides nitidus, con torsión dextrógira.
Arriba: visión dorsal, posición espiral
Centro: visión ventral
Abajo: visión basal, posición umbilical

Muchos gasterópodos poseen concha de una pieza y enrollada en espiral, que usualmente se abre hacia la derecha
(cuando se observa la concha con el ápice hacia arriba). Muchas especies poseen un opérculo que actúa como tapadera para cerrar la concha; en general es de material córneo, pero en algunas especies es calcáreo. En algunos grupos, como las babosas y los opistobranquios, la concha está reducida o completamente atrofiada y el cuerpo es alargado, con lo que la torsión es poco evidente.
A pesar de que los gasterópodos más conocidos son los terrestres, más de dos tercios de las especies viven en el mar. Los gasterópodos marinos incluyen herbívoros, detritívoros, carnívoros e incluso especies que atraen el alimento gracias al movimiento de cilios y, en tal caso, la rádula está reducida o ausente. La rádula está adaptada al régimen alimenticio de cada especie. Los gasterópodos más simples, como las lapas y las orejas de mar, son herbívoros que utilizan sus duras rádulas para raspar las algas de las rocas. Muchos gasterópodos marinos son excavadores y poseen sifones o tubos que extienden más allá del manto e incluso de la concha, con el fin de conseguir oxígeno y alimento; los sifones se usan también para detectar presas a distancia.
Los gasterópodos marinos respiran por branquias, pero algunos dulceacuícolas y todos los terrestres han desarrollado pulmones, y forman el grupo de los pulmonados (Pulmonata), cuya monofilia se encuentra en discusión. Sin embargo, el clado Panpulmonata sí es monofilético.
Las nudibranquios poseen extravagantes colores, tanto aposemáticos (que anuncian que son organismos venenosos o peligrosos) como crípticos (que sirven para camuflarse en el entorno).

## Registro fósil

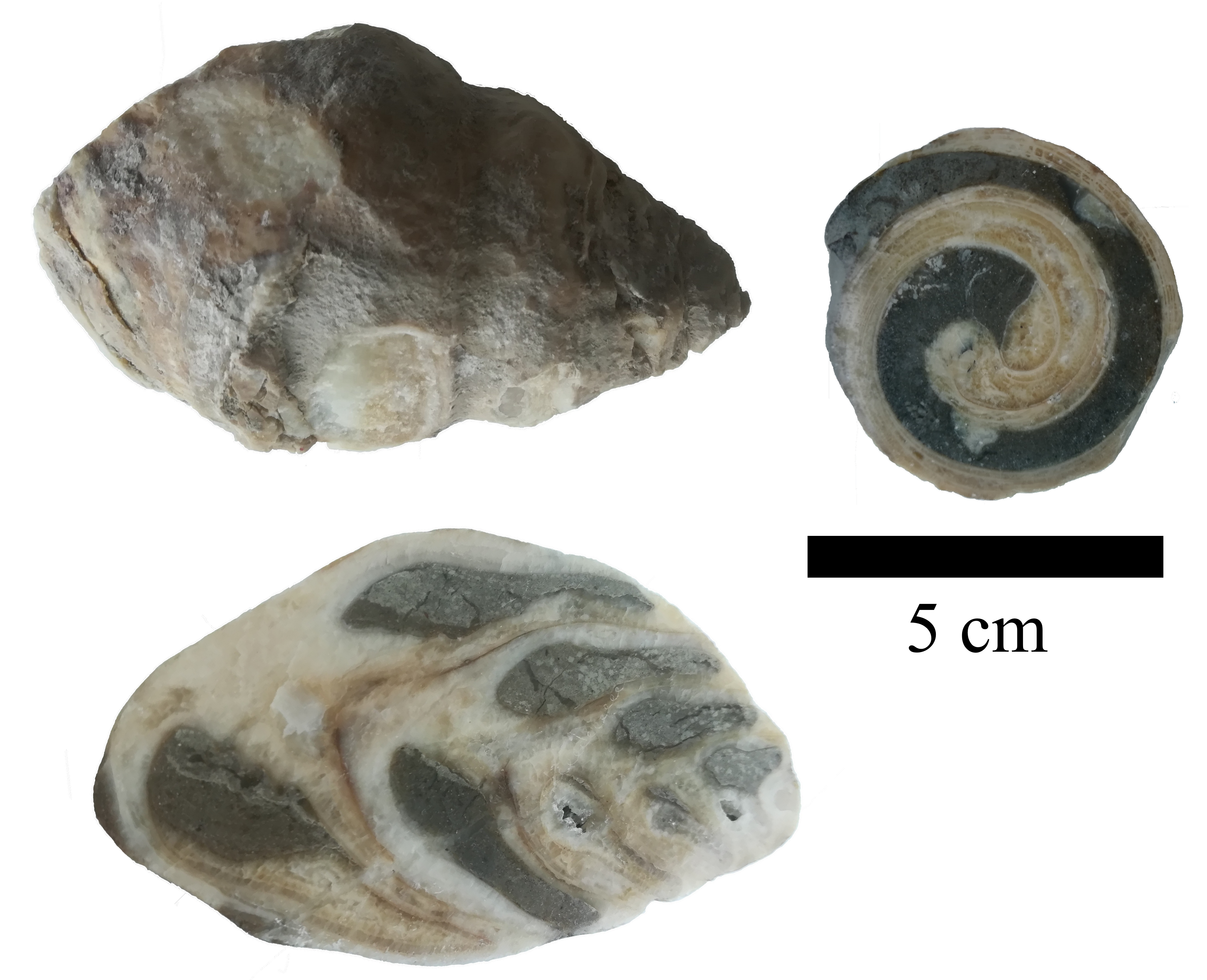
Tres especímenes de Trochactaeon conicus del mismo tamaño y diferentes ángulos de corte. Encontrado en el Grupo Gosau de Rußbach. Edad: ca. 100 Ma.

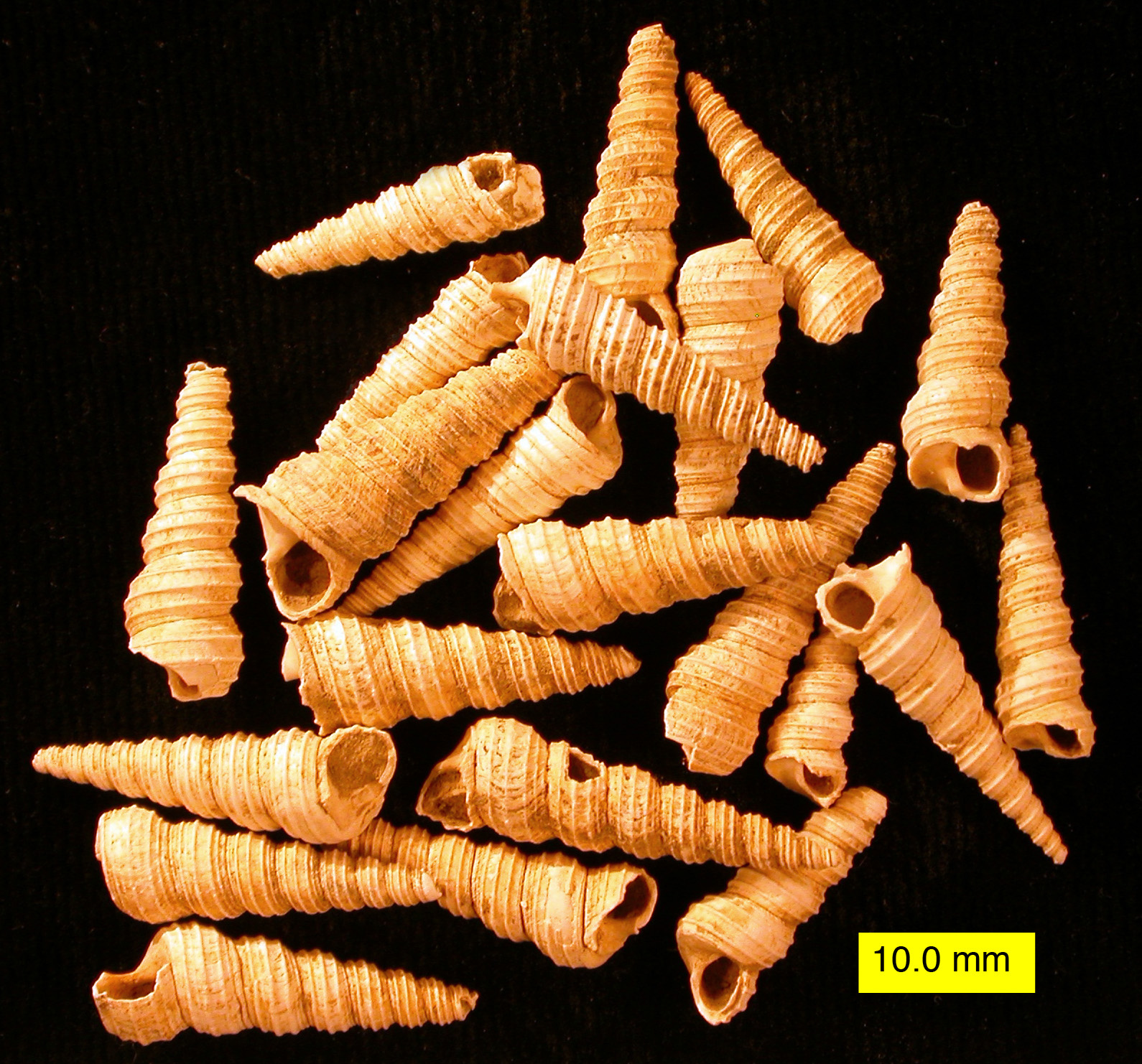
Turritella carinata

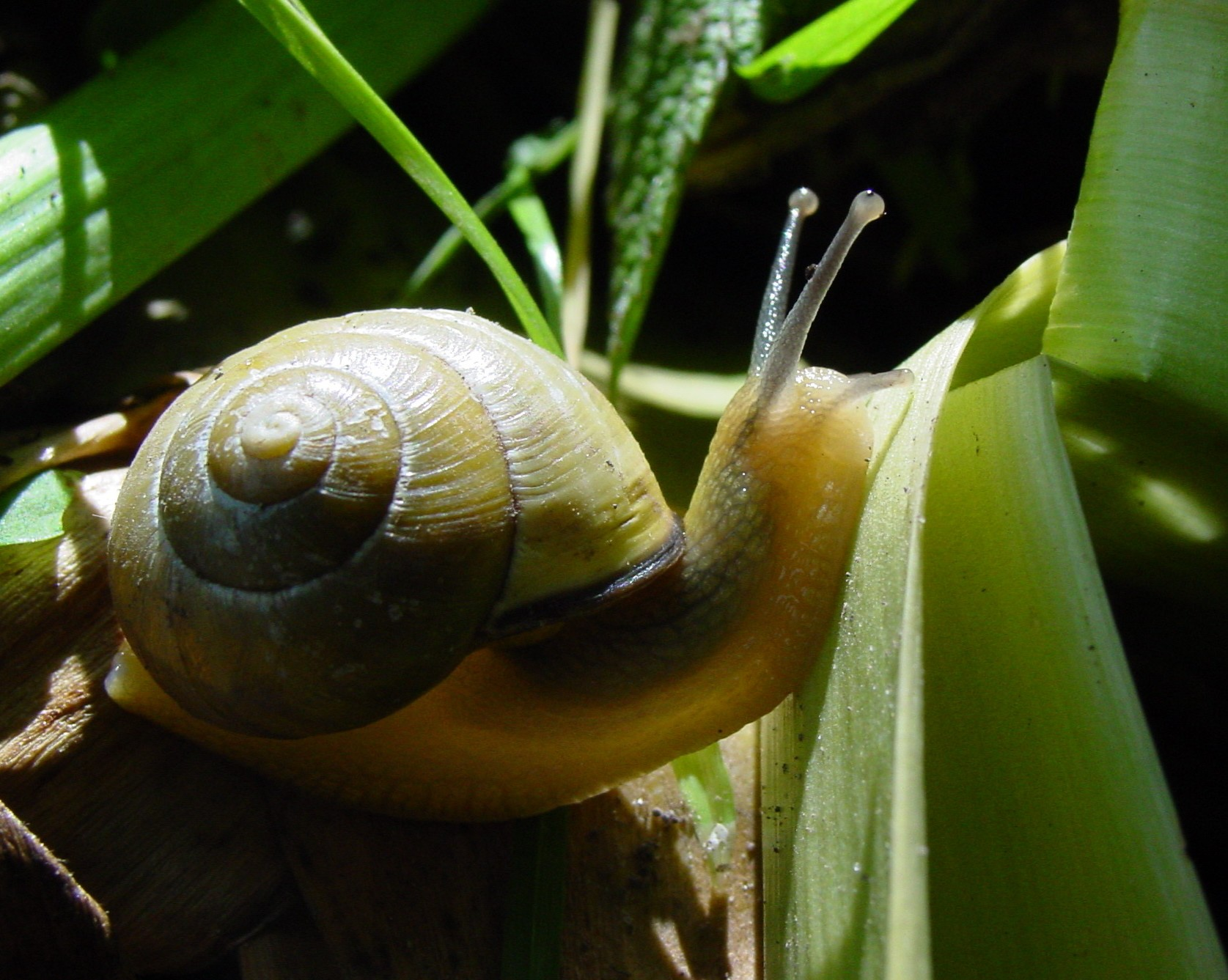
Cepaea nemoralis.

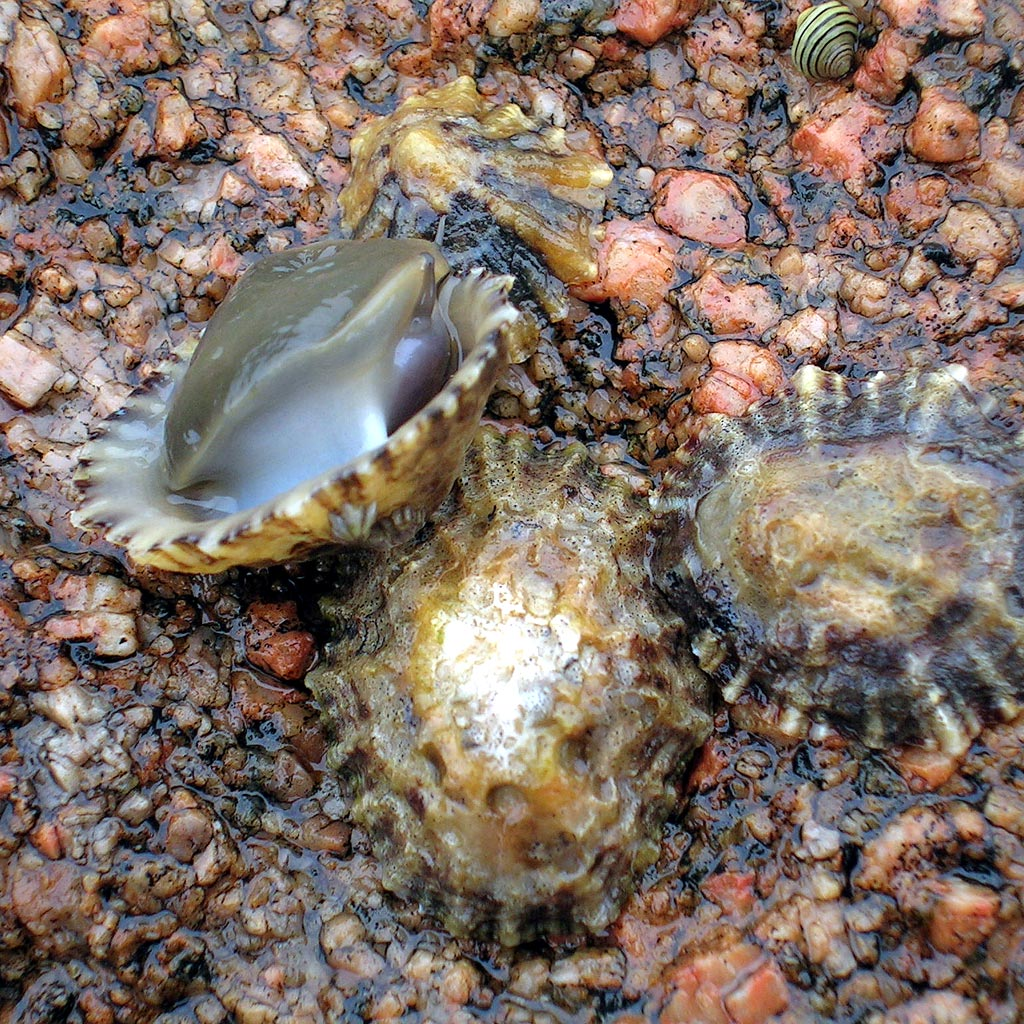
Las lapas son gasterópodos sin espiral.

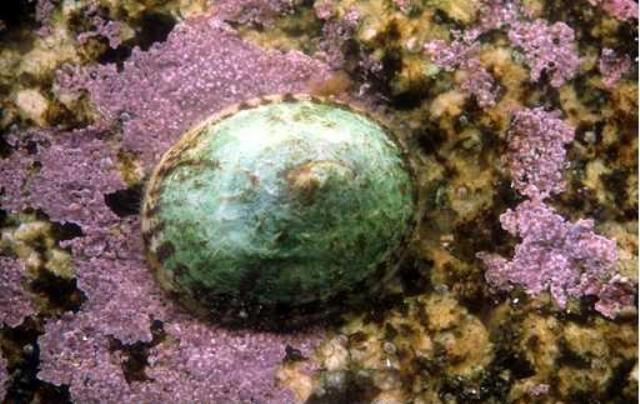
Esta lapa es común en aguas templadas. Las lapas son gasterópodos marinos de una sola valva que viven en las costas de todo el mundo. La mayoría se adhieren a las rocas y se alimenta de algas. Algunas especies son comestibles y otras se usan como cebo de pesca.

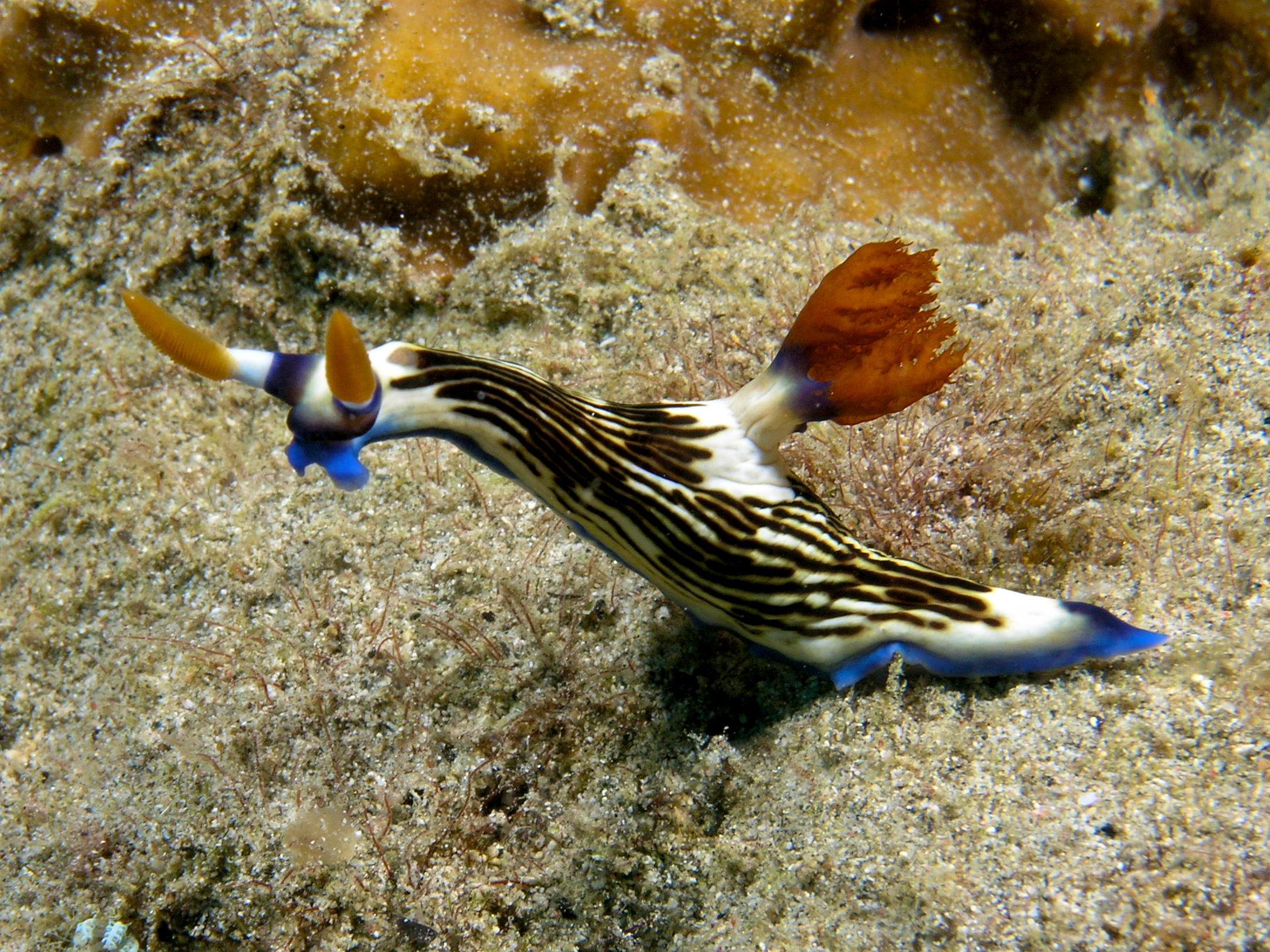
Los nudibranquios son gasterópodos marinos sin concha, de espectaculares colores.

Los primeros gasterópodos fueron exclusivamente marinos, y aparecieron a finales del Cámbrico (Chippewaella, Strepsodiscus); formas del Cámbrico inferior, como Helcionella y Scenella no son considerados ya como gasterópodos, y la diminuta y espiralada Aldanella, también del Cámbrico inferior, probablemente no sea ni un molusco. 
Durante el Ordovícico los gasterópodos fueron un grupo diverso, presente en hábitats acuáticos.
En general, los gasterópodos de las rocas del Paleozoico inferior se encuentran en un estado de conservación demasiado pobre como para realizar una correcta identificación. A pesar de ello, el género Poleumita, del Silúrico, contiene 15 especies descritas. Los fósiles de gasterópodos son menos comunes en el Paleozoico que los bivalvos.
La mayoría de los gasterópodos paleozoicos pertenecen a grupos primitivos, unos pocos de los cuales sobreviven hoy día. Durante el Carbonífero se observan muchos de los modelos presentes de los gasterópodos actuales, pero a pesar de estas similitudes, la mayoría de estas antiguas formas no están directamente relacionadas con las actuales.
Fue durante el Mesozoico cuando evolucionaron los ancestros de la mayoría de los gasterópodos actuales.
Uno de los primeros gasterópodos terrestres conocidos es Maturipupa, que se halló en Europa en el Coal Measures del Carbonífero, pero los parientes de los caracoles actuales son raros antes del Cretácico, cuando apareció el conocido género Helix.
En rocas del Mesozoico, los  gasterópodos son algo más comunes y mejor conservados. Sus fósiles aparecen en sedimentos depositados en entornos tanto marinos como dulceacuícolas. El mármol de Purbeck, del Jurásico, y el mármol de Sussex del Cretácico inferior, ambos del sur de Inglaterra, son calizas que contienen abundantísimos restos del caracol lacustre Viviparus.
Las rocas del Cenozoico proporcionan un gran número de gasterópodos fósiles, la mayoría de los cuales estrechamente relacionados con las formas actuales. La diversidad aumentó marcadamente al principio de esta era, junto con la de los bivalvos.
Ciertos rastros preservados en rocas sedimentarias antiguas se pensó que fueron causadas por gasterópodos arrastrándose sobre el barro y la arena. Aunque tales rastros son de origen debatido, algunos se parecen a los rastros que dejan los modernos gasterópodos.
Los gasterópodos fósiles pueden ser confundidos a veces con los amonites u otros cefalópodos con concha. Un ejemplo es Bellerophon, de las calizas del Carbonífero de Europa
Los gasterópodos son uno de los grupos que mejor documentan los cambios en la fauna causados por el avance y el retroceso de los hielos durante el Pleistoceno.

## Taxonomía
La taxonomía de los Gastropoda está bajo constante revisión, y  poco a poco se va abandonando la antigua clasificación. No obstante, términos como opistobranquios y prosobranquios se usan todavía en sentido descriptivo. Realmente puede hablarse de una «jungla taxonómica» cuando descendemos a niveles taxonómicos inferiores, ya que la clasificación de los gasterópodos varía según los autores. Además, con el estudio creciente de secuencias de ADN pueden esperarse nuevas revisiones en la clasificación de los niveles taxonómicos superiores.
Según la taxonomía tradicional, los gasterópodos se subdividen en tres subclases:
- Prosobranchia: branquias por delante del corazón
- Opisthobranchia: branquias a la derecha y por detrás del corazón
- Pulmonata: pulmones en vez de branquias

Según Ponder & Lindberg (1997) la taxonomía de los gasterópodos debería ser rehecha para basarse solo en grupos monofiléticos. Este es el reto en los estudios taxonómicos para los próximos años. Hoy por hoy es imposible presentar una clasificación de los gasterópodos en grupos consistentes. La evolución convergente, observada con mucha frecuencia, puede explicar las diferencias entre las filogenias obtenidas a partir de datos morfológicos de aquellas obtenidas de datos moleculares (secuenciación de genes).
La taxonomía actual de los gasterópodos es la revisión de Bouchet & Rocroi (2005). La sistemática según Bouchet y Rocroi está reconocida como sistemática de referencia y sustituye la revisión anterior: la Taxonomía de Ponder & Lindberg (1997).

### Clasificación propuesta por Ponder & Lindberg, 1997
Clase Gastropoda (Cuvier, 1797)

Incertæ sedis
- Orden Bellerophontida (fósil)
- Orden Mimospirina (fósil)

Subclase Eogastropoda (Ponder & Lindberg, 1996) (antes Prosobranchia)
- Orden Euomphalida de Koninck 1881 (fósil)
- Orden Patellogastropoda Lindberg, 1986 (lapas verdaderas)

Subclase Orthogastropoda  Ponder & Lindberg, 1996  (antes Prosobranchia, Opisthobranchia)

Incertæ sedis
- Orden Murchisoniina  Cox & Knight, 1960 (fósil)

Superorden Cocculiniformia Haszprunar, 1987
Superorden ‘Hot Vent Taxa’  Ponder & Lindberg, 1997
- Orden Neomphaloida Sitnikova & Starobogatov, 1983

Superorden Vetigastropoda Salvini-Plawen, 1989 (lapas)
Superorden Neritaemorphi Koken, 1896
- Orden Cyrtoneritomorpha (fósil)
- Orden Neritopsina Cox & Knight, 1960

Superorden Caenogastropoda Cox, 1960
- Orden Architaenioglossa Haller, 1890
- Orden Sorbeoconcha Ponder & Lindberg, 1997

Superorden Heterobranchia J.E. Gray, 1840
- Orden Heterostropha P. Fischer, 1885
- Orden Opisthobranchia Milne-Edwards, 1848
- Orden Pulmonata Cuvier en Blainville, 1814

### Clasificación propuesta por Bouchet & Rocroi, 2005
La taxonomía actual de los gasterópodos es la revisión de Bouchet & Rocroi (2005). La sistemática según Bouchet y Rocroi está reconocida como sistemática de referencia y sustituye la revisión anterior: la Taxonomía de Ponder & Lindberg (1997).
- Subclase Caenogastropoda
- Subclase Heterobranchia
- Subclase Neomphaliones
- Subclase Neritimorpha
- Subclase Patellogastropoda
- Subclase Vetigastropoda